# Bombylius kirgizorum
Bombylius kirgizorum är en tvåvingeart som beskrevs av Zaitzev 1989. Bombylius kirgizorum ingår i släktet Bombylius och familjen svävflugor. Inga underarter finns listade i Catalogue of Life.